# Miriam McDonald
Miriam Katherine McDonald (26 de julio de 1987) es una actriz canadiense y bailarina ocasional. Es conocida por interpretar a Emma Nelson en la serie Degrassi: The Next Generation.

## Carrera
El primer papel de McDonald fue en la serie System Crash, en 1999. También ha trabajado como actriz de voz, después de participar en la serie animada The Ripping Friends en 2001. Desde entonces ha realizado 39 trabajos de doblaje.
En 2001, consiguió el papel de Emma Nelson en la serie Degrassi: The Next Generation.
En 2004, apareció en la película para televisión She's Too Young como Dawn Gensler. También participó en la serie Naturally, Sadie como Heidi.
En 2008 interpretó a Danielle "Daisy" Brooks en la película para televisión, de corte erótico Poison Ivy: The Secret Society.

## Filmografía
| Año       | Título                         | Papel                   | Notas                         |
| --------- | ------------------------------ | ----------------------- | ----------------------------- |
| 1999      | System Crash                   |                         | Serie de televisión           |
| 2001      | Pecola                         | Voz                     | Serie de televisión           |
| 2001      | The Ripping Friends            | Voz adicional           | Serie de televisión           |
| 2001-2010 | Degrassi: The Next Generation  | Emma Nelson             | Protagonista                  |
| 2004      | She's Too Young                | Dawn Gensler            | Película para televisión      |
| 2004      | Blue Murder                    | Lucy Wentworth          | Episodio: "Boarders"          |
| 2005      | Karma                          |                         | Video                         |
| 2007      | Naturally, Sadie               | Heidi                   | Episodio: "As Bad as It Gets" |
| 2007      | The Poet                       | Willa                   |                               |
| 2007      | Devil's Diary                  | Heather                 | Película para televisión      |
| 2008      | Poison Ivy: The Secret Society | Danielle "Daisy" Brooks | Película para televisión      |
| 2008      | Sea Beast                      | Carly McKenna           | Película para televisión      |
| 2010      | K-11                           | TBA                     | Preproducción                 |
| 2011      | The Sitter                     | TBA                     | Preproducción                 |
| 2012      | The Lucky One                  | TBA                     | Preproducción                 |
| 2012      | Arrested Development           | TBA                     | Anunciada                     |